# Melenis

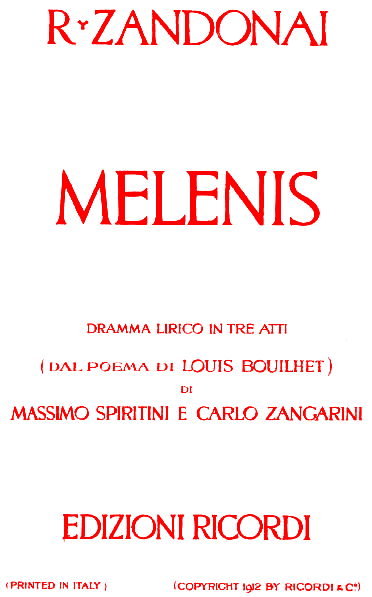
Framsida av librettot

Melenis är en opera i tre akter med musik av Riccardo Zandonai och ett libretto av Massimo Spiritini och Carlo Zangarini efter Meloenis (1852) av Louis Bouilhet. Premiären ägde rum den 13 november 1912 på Teatro Dal Verme i Milano.

## Historia
Efter den framgångsrika premiären av hans första fullängdsopera Il grillo del focolare (1908) letade Zandonai efter ett ämne till sin nästa opera. Han fann snart detta i Bouilhets Meloenis, i Spiritini fann han en entusiastisk och arrangerad librettist. Trots att Zandonais förläggare Ricordi var emot detta material började Zandonai komponera Melenis våren 1908. Under lång tid gjorde han goda framsteg med verket tills han våren 1909 fick uppdraget av Ricordi att komponera operan Conchita. Som ett resultat var det inte förrän 1911 som Zandonai kunde slutföra operan som blev hans tredje helaftonsopera. Zangarini, som också skrev librettot för Conchita, deltog i den slutliga versionen av librettot.
Världspremiären av Melenis ägde rum den 13 november 1912 på Teatro Dal Verme i Milano. Dirgent var Ettore Panizza; Claudia Muzio sjöng rollen som Melenis, Giovanni Zenatello spelade Marzio. Även om premiärpubliken mottog premiären ganska positivt är Melenis förmodligen Zandonais minst uppförda opera. Efter den första produktionen tillkom det bara en produktion: den 22 mars 1913 på Teatro Costanzi i Rom. Sedan dess har det bara varit ytterligare en föreställning: Centro internationale di studi Zandonai framförde Melenis den 29 oktober 2010 med pianoackompanjemang. En möjlighet till detta torde vara musikens komplexa harmoni som var en följd av en ökad kromatik liksom prov på rytmiska och melodiska-harmoniska beståndsdelar hos Igor Stravinskij och den tidige Arnold Schönberg. Allt detta måste ha känts ganska konstigt för publiken på den tiden.

### Librettot
Även om librettot till och med hämtar några passager från originalet, finns det några betydande skillnader. Således fastställde librettisterna handlingen till år 188. Dessutom finns det betydande skillnader när det gäller personerna: vissa karaktärer har utelämnats eller återskapats i andra. I originalet kallas den unga retoriken Paulus, medan han i operan bär aedilens namn, Marzio. Denne i sin tur kallas istället Marcello, hans dotter Marzia  istället för Marcella. Stafila är Marzios mor i Bouilhets verk och hans syster i Spiritinis. Commodus tjänare Cleandro är baserad på dvärgen Coracoïdès. Den romerske dansaren Melænis blir hetären Melenis.

## Personer
- Lucius Aurelius Commodus, romersk kejsare (Baryton)
- Melenis, en ung hetär (Sopran)
- Marzio, en retor (Tenor)
- Stafila, hans syster (Mezzosopran)
- Cleandro, Commodos tjänare (Tenor)
- Marcello, en edil (Baryton)
- Marcella, hans syster (stum roll)
- En kristen (Baryton)
- Isi, en tjänarinna (Mezzosopran)
- En gammal man (Bas)
- Lidia, Milla och Calpurnia, tre kurtisaner (Alla mezzosopraner)
- En värdshusvärd (Bas)
- En legionär (Baryton)
- En konsul (Stum roll)

## Handling
Akt I
En krog i Suburra
Av sorg över olycklig kärlek till Marcella, som hennes far Marcello hindrar honom att träffa, strövar Marzio i Roms förorter. På en krog träffar han sin syster Stafila, som arbetar där som spåkvinna. Han överväger att bli gladiator för att finna kärleken i döden. På krogen dansar och sjunger den unga hetären Melenis för honom för att trösta sin sorg och ger honom fysisk kärlek, eftersom hon omedelbart blev kär i honom.
Akt II
Roms cirkus
Kejsaren Commodo har beordrat att hämta Melenis efter att hans tjänare Cleandro har berättat om henne. Hon ber om sin frihet eftersom hon är älskar en annan. Samtidigt flockas publiken och hyllar Marzio, som just har vunnit gladiatorduellen. Som belöning ger den godmodige kejsaren honom en önskan. För Marzio råder det ingen tvekan: han ber kejsaren om Marcellas hand. När Melenis hör detta avger hon ett högt rop av skräck och flyr. Kejsaren beordrar Marcello att gifta bort sin dotter med Marzio dagen efter.
Akt III
Villa Marcellos utanför staden
Nästa morgon dyker Melenis upp framför Villa Marcellos och träffar Marzio, som är på väg att gå till sin brud. Hon erkänner för honom, i hopp om att kunna avråda honom från Marcella och vinna över honom, hennes oändliga kärlek till honom. Men han hånar henne och går till sin brud. När Melenis, sporrad av Marzio, ser bröllopsprocessionen av det lyckliga paret, hugger hon sin gyllene hårnål i sitt hjärta av kärlek.